# Baryphas ahenus
Baryphas ahenus là một loài nhện trong họ Salticidae.
Loài này thuộc chi Baryphas. Baryphas ahenus được Eugène Simon miêu tả năm 1902.